# Ilyas
Ilyas of Iljas (Arabisch: إلياس) is in de islam een profeet en boodschapper die door God werd gezonden naar de kinderen van Israël toen zij opnieuw afgoden aanbaden. Ilyas is een van de profeten wier naam in de Koran voorkomt. Hij is in het jodendom bekend als Eliyahu en in het christendom als Elia(s).
Binnen de islam is de algemene opvatting dat Ilyas uit het nageslacht komt van de profeet Harun (Aaron), de broer van de boodschapper Musa (Mozes). Zijn stamboom zou als volgt zijn; Ilyas bin Yasin bin Finhas bin al-Azar bin Harun. Alle Israëlitische profeten die nà Musa werden gezonden, kwamen met de boodschap om de Israëlieten te waarschuwen om de leerstellingen van God in de Tawrat (Thora) te gehoorzamen. De Israëlieten verlieten na Musa vaker de Tawrat.
Er wordt gesteld dat sommige Israëlitische substammen na de tijd van Musa naar een gebied ten westen van Damascus emigreerden en gingen wonen in de stad "Bek". Toen zij tegen God begonnen te rebelleren en de afgod Baäl gingen dienen, zou God hen de profeet Ilyas hebben gezonden. Er wordt aangenomen dat zij daarom hun stad Baalbek ("Baäl" en "Bek") noemden.
In de soera De in de Rangen Behorenden 123-126 wordt daarover de volgende informatie gegeven: En Elias was óók een der boodschappers. Toen hij tot zijn volk zeide, "Wilt gij niet godvruchtig zijn? Wilt gij Baäl aanroepen en de beste Schepper verzaken. God, uw Heer en de Heer uwer voorvaderen?
Ilyas riep de Israëlieten om de God van hun voorvaderen te dienen en terug te keren naar de Tawrat. Hij waarschuwde zijn volk voor de Goddelijke straf. De Israëlieten weigerden Ilyas te gehoorzamen waarop de streek waar zij woonden, ruim 3 jaar geen regen meer ontving. Er ontstond een grote hongersnood en ook hun vee en dieren stierven aan deze gevolgen. Hierop accepteerden de Israëlieten Ilyas' boodschap en vroegen aan hem tot God te bidden zodat ze werden verlost van de ellende. Ilyas bad tot God en kort daarop begon het weer te regenen. Later dwaalden zij weer weg en luisterden ze niet naar Ilyas. Ten slotte bad Ilyas tot God om zijn ziel van zijn ongelovige volk te verlossen. De Koran maakt duidelijk dat zij door hun afwijzing en ongeloof naar de hel zullen gaan.
Ilyas wordt in de Koran drie keer genoemd in twee verschillende soera's: 1 keer in Soera Het Vee en 2 keer in Soera De in de Rangen Behorenden. In de Koran wordt hij een rechtvaardig persoon genoemd, samen met de profeten Ibrahim, Zakariya, Yahya en Isa. Het profeetschap van Ilyas wordt benadrukt.